# Jean-Baptiste Andrea
Jean-Baptiste Andrea (n. 4 aprilie 1971, Saint-Germain-en-Laye⁠(d), Région parisienne, Franța) este un romancier, regizor de film și scenarist francez. A crescut la Cannes, unde a început să realizeze scurtmetraje. Ulterior, s-a mutat la Paris și a absolvit științe politice și economie. La Paris, l-a întâlnit pe Fabrice Canepa, iar cei doi au început să scrie filme împreună. Împreună, au scris și regizat filmul horror cult Drum închis.
Romanul său de debut, Ma Reine (Regina mea), a fost publicat în 2017 și a câștigat o mulțime de premii, printre care cel mai bun roman francez de debut și Premiul Studenților Femina. Cel de-al treilea roman al său, Des diables et des saints (Diavoli și sfinți), a primit, de asemenea, mai multe premii, inclusiv Marele Premiu RTL-Lire, iar Veiller sur elle a obținut prestigiosul Premiu Goncourt în 2023.